# Tadeusz Woźniczka
Tadeusz Woźniczka (ur. 20 lipca 1936 w Łęce) – polski hutnik i polityk, poseł na Sejm PRL VIII kadencji.

## Życiorys
Uzyskał tytuł zawodowy technika hutnika w Dąbrowie Górniczej. Pracował jako mistrz w katowickiej hucie „Baildon”. W 1956 wstąpił do Polskiej Zjednoczonej Partii Robotniczej, w której był sekretarzem Oddziałowej Organizacji Partyjnej, a od 1974 sekretarzem Podstawowej Organizacji Partyjnej. W latach 1980–1985 pełnił mandat posła na Sejm PRL VIII kadencji w okręgu Katowice. Zasiadał w Komisji Przemysłu Ciężkiego, Maszynowego i Hutnictwa, Komisji Spraw Zagranicznych, Komisji Przemysłu oraz w Komisji Nadzwyczajnej do rozpatrzenia projektu ustawy o Trybunale Konstytucyjnym.